# Замок Окгемптон
Замок Окхамптон (англ. Okehampton Castle) — средневековый замок по типу мотт и бейли в графстве Девон, Англия. Построен в 1068—1086 годах Болдуином Фиц-Гилбертом после антинормандского восстания в Девоне и сформировал центр феодальной баронии Окхамптона. Использовался для охраны брода через реку Уэст-Окемент до конца XIII века, когда его владельцы, де Куртене, стали графами Девон. Разбогатев, они перестроили замок в роскошный особняк, создали к югу от замка парк с оленями и построили фешенебельные флигеля для арендаторов, из которых открывались прекрасные виды. Де Куртене процветали, и замок был расширен для нужд растущей семьи.

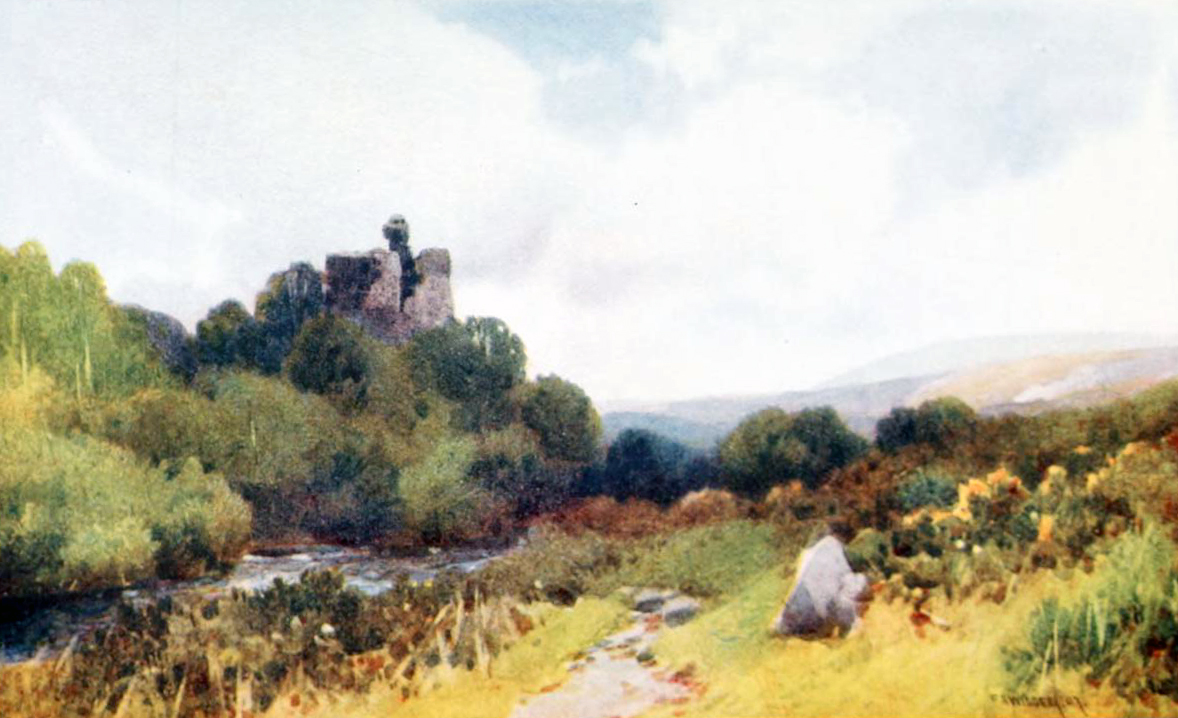
Замок Окхамптон кисти Фредерика Джона Уиджери (акварель, 1913)

В XV веке де Куртене активно участвовали в Войне Алой и Белой розы, и замок Окхамптон несколько раз  конфисковывался. К началу XVI века замок всё ещё находился в хорошем состоянии, но после того, как Генри Куртене был казнён королём Генрихом VIII, имение было заброшено и пришло в упадок, а парк был сдан в аренду Короне. В XVII веке в некоторых помещениях размещалась пекарня, но к XIX веку замок уже лежал в руинах и снискал популярность у пейзажистов, в том числе у Уильяма Тёрнера. В XX веке замок был передан государству, и были проведены ремонтные работы, чтобы предотвратить дальнейшее разрушение. Сейчас замок охраняется как памятник архитектуры первой степени, управляется фондом English Heritage и является туристической достопримечательностью.